# Resolució 1316 del Consell de Seguretat de les Nacions Unides
La Resolució 1316 del Consell de Seguretat de les Nacions Unides fou adoptada per unanimitat el 23 d'agost de 2000. Després de recordar les resolucions 1273 (1999), 1291 (2000) i 1304 (2000) sobre la situació a la República Democràtica del Congo, el Consell va ampliar el mandat de la Missió de les Nacions Unides a la República Democràtica del Congo (MONUC) fins al 15 d'octubre de 2000.
La resolució va observar amb preocupació que la MONUC no podia exercir el seu mandat complet a causa de la manca d'accés, cooperació i condicions de seguretat. El Consell treballaria amb les parts de l'acord d'alto el foc de Lusaka per crear les condicions necessàries per al desplegament de la MONUC. Es va demanar al Govern de la República Democràtica del Congo que aixequés tots els obstacles per al seu desplegament.
El mandat de la MONUC es va estendre per donar temps a nous esforços i reflexions diplomàtiques sobre el futur mandat de l'operació i els ajustaments necessaris. El secretari general Kofi Annan havia de formular recomanacions sobre altres mesures que el Consell de Seguretat adoptarà i sobre l'aplicació de l'Acord d'alto el foc fins al 21 de setembre de 2000.